# Walter Brugna
Walter Brugna (Rivolta d'Adda, 28 de janeiro de 1965) é um desportista italiano que competiu no ciclismo nas modalidades de pista, especialista na prova de meio fundo, e rota.
Ganhou três medalhas no Campeonato Mundial de Ciclismo em Pista entre os anos 1988 e 1990.

## Medalheiro internacional
| Campeonato Mundial | Campeonato Mundial | Campeonato Mundial | Campeonato Mundial |
| Ano                | Lugar              | Medalha            | Competição         |
| ------------------ | ------------------ | ------------------ | ------------------ |
| 1988               | Gante ( Bélgica)   | Medalha de bronze  | Meio fundo (P)     |
| 1989               | Lyon ( França)     | Medalha de prata   | Meio fundo (P)     |
| 1990               | Maebashi ( Japão)  | Medalha de ouro    | Meio fundo (P)     |